# Liste der Stolpersteine in Celle
Die Liste der Stolpersteine in Celle enthält die Stolpersteine, die im Rahmen des gleichnamigen Projekts von Gunter Demnig in Celle verlegt wurden. Mit ihnen soll Opfern des Nationalsozialismus gedacht werden, die in Celle lebten und wirkten.

## Liste der Stolpersteine
| Bild                                          | Person                                                                                      | Adresse                          | Verlegedatum | Bild vom Ort | Inschrift | Bemerkungen |
| --------------------------------------------- | ------------------------------------------------------------------------------------------- | -------------------------------- | --- | --- | --- | --- |
|                                               | Alwin Nickel                                                                                | Alter Bremer Weg (28)            | | | Hier wohnte Alwin Nickel Jg. 1902 Mitglied / KPD Schutzhaft1933 Moringen, Esterwegen 'Aktion Gitter' Aug. 1944 Neuengamme Bergen-Belsen befreit                               | |
|                                               | Elisabeth Kayser                                                                            | Am Heiligen Kreuz 8              | | | Hier wohnte Elisabeth Kayser geb. Stern Jg. 1870 deportiert 1942 Theresienstadt tot 1943                                                                                      | |
|                                               | Anna Hesse                                                                                  | Bahnhofstraße 7 ·                | | | Hier wohnte Anna Hesse geb. Daniel Jg. 1855 deportiert 1943 Theresienstadt tot 28.9.1943                                                                                      | Auf dem Stolperstein ist der Name "Anna Hesse" falsch wiedergegeben. Anna heiratete am 5. Juni 1883 vor dem Celler Standesamt und einen Tag später in der Celler Synagoge den aus Hamburg stammenden Joseph Hess aus Hamburg. Bei einer späteren Recherche stellte sich die Namensangabe auf dem Stein als falsch heraus. Für eine Korrektur auf der Messingplakette war es aber zu spät. |
|                                               | Martha Enoch                                                                                | Bahnhofstraße 7 ·                | Hier wohnte Martha Enoch geb. Daniel Jg. 1856 Flucht in den Tod 30.1.1941 in Hamburg                                                                      | | | Auf dem Stolperstein ist der Name "Anna Hesse" falsch wiedergegeben. Anna heiratete am 5. Juni 1883 vor dem Celler Standesamt und einen Tag später in der Celler Synagoge den aus Hamburg stammenden Joseph Hess aus Hamburg. Bei einer späteren Recherche stellte sich die Namensangabe auf dem Stein als falsch heraus. Für eine Korrektur auf der Messingplakette war es aber zu spät. |
|                                               | Elise Rheinhold                                                                             | Bahnhofstraße 7 ·                | Hier wohnte Elise Rheinhold geb. Daniel Jg. 1865 deportiert 1942 Theresienstadt tot 23.8.1942                                                             | | | Auf dem Stolperstein ist der Name "Anna Hesse" falsch wiedergegeben. Anna heiratete am 5. Juni 1883 vor dem Celler Standesamt und einen Tag später in der Celler Synagoge den aus Hamburg stammenden Joseph Hess aus Hamburg. Bei einer späteren Recherche stellte sich die Namensangabe auf dem Stein als falsch heraus. Für eine Korrektur auf der Messingplakette war es aber zu spät. |
|                                               | Henry Ruben                                                                                 | Berggartenstraße 20              | | | Hier wohnte Henry Ruben Jg. 1873 deportiert 1942 Theresienstadt tot 17.3.1943                                                                                                 | |
| Grete Ruben                                   | Hier wohnte Grete Ruben geb. Hammerschlag Jg. 1878 deportiert Theresienstadt tot 23.12.1942 | Berggartenstraße 20              | | | | |
|                                               | Rosa Cahn                                                                                   | Bergstraße 10 ·                  | | | Hier wohnte Rosa Cahn geb. Bornheim Jg. 1862 deportiert Lódz ermordet 7.3.1942                                                                                                | |
|                                               | Adolf Kohls                                                                                 | Bergstraße 10 ·                  | Hier wohnte Adolf Kohls Jg. 1896 deportiert Auschwitz ermordet 30.4.1943                                                                                  | | | |
|                                               | Elsa Kohls                                                                                  | Bergstraße 10 ·                  | Hier wohnte Elsa Kohls geb. Cahn Jg. 1894 deportiert Lódz ermordet 20.4.1942                                                                              | | | |
|                                               | Edith Kohls                                                                                 | Bergstraße 10 ·                  | Hier wohnte Edith Kohls Jg. 1920 deportiert in ermordet in Auschwitz                                                                                      | | | |
|                                               | Lieselotte Kohls                                                                            | Bergstraße 10 ·                  | Hier wohnte Lieselotte Kohls Jg. 1922 deportiert ermordet in Auschwitz                                                                                    | | | |
|                                               | Heinrich Eggers                                                                             | Bergstraße 14                    | | | Hier wohnte Heinrich Eggers Jg. 1896 im Widerstand erschossen 11.4.1945 auf der Strasse                                                                                       | |
|                                               | Georg Wolff                                                                                 | Bergstraße 38                    | | | Hier wohnte Georg Wolff Jg. 1894 deportiert 1941 ermordet in Riga | |
|                                               | Anne-Lise Wolff                                                                             | Bergstraße 38                    | | Hier wohnte Anne-Lise Wolff Jg. 1928 Kindertransport 1939 England                                                     | | |
|                                               | Renate-Auguste Wolff                                                                        | Bergstraße 38                    | Hier wohnte Renate-Auguste Wolff Jg. 1933 Kindertransport 1939 England                                                                                    | | | |
|                                               | Ellinor Esther Wolff                                                                        | Bergstraße 38                    | Hier wohnte Ellinor Esther Wolff Jg. 1935 deportiert 1941 Riga ermordet                                                                                   | | | |
|                                               | Lilly Wolff                                                                                 | Bergstraße 38                    | Hier wohnte Lilly Wolff geb. Engers Jg. 1900 deportiert 1941 Riga ermordet                                                                                | | | |
|                                               | Paul Hartmann                                                                               | Birkenstraße 19                  | | | Hier wohnte Paul Hartmann Jg. 1907 verhaftet 1939 wegen 'Hochverrat' Strafbataillon 999 tot 1944 in Griechenland                                                              | |
|                                               | Ida Dittrich                                                                                | Blumlage 65 ·                    | | | Hier wohnte Ida Dittrich Jg. 1885 eingewiesen 1926 Pflegeanstalt Lüneburg verlegt 12.5.1941 Hadamar ermordet 12.5.1941 'Aktion T4'                                            | |
|                                               | Ludwig Köhler                                                                               | Bredenstraße 1                   | | | Hier arbeitete Ludwig Köhler Jg. 1879 Mitglied / SPD Gewerkschaft verhaftet 1938 Gefängnis Celle 'Hochverrat' freigesprochen entlassen 1939                                   | |
|                                               | Otto Lenk                                                                                   | Bredenstraße 1                   | Hier arbeitete Otto Lenk Jg. 1892 Mitglied / SPD Schutzhaft 1933 verhaftet 1938 Gefängnis Celle verurteilt 'Hochverrat' 1939 Sachsenhausen entlassen 1942 | | | |
|                                               | Hermann Müller                                                                              | Bredenstraße 1                   | Hier arbeitete Hermann Müller Jg. 1900 Mitglied / SPD verhaftet 1938 Gefängnis Celle verurteilt 'Hochverrat' 1939 Sachsenhausen entlassen 1942            | | | |
|                                               | Georg Schütz                                                                                | Bredenstraße 1                   | Hier arbeitete Georg Schütz Jg. 1877 Mitglied / SPD verhaftet 1938 Gefängnis Celle 'Hochverrat' entlassen 1939                                            | | | |
|                                               | Karl Wallis                                                                                 | Bredenstraße 1                   | Hier arbeitete Karl Wallis Jg. 1896 Mitglied / SPD verhaftet 1938 Gefängnis Celle verurteilt 'Hochverrat' 1939 Sachsenhausen entlassen 1942               | | | |
|                                               | Lydia Dawosky                                                                               | Breite Straße 19                 | | | Hier wohnte Lydia Dawosky Jg. 1870 geb. Friedrichs deportiert 1943 tot 20.4.1943 in Hamburg                                                                                   | |
|                                               | Eckart Willumeit                                                                            | Caroline-Mathilde-Straße 22      | | | Hier wohnte Eckart Willumeit Jg. 1928 eingewiesen 9.10.1941 Heilanstalt Lüneburg Kinderfachabteilung ermordet 18.2.1942                                                       | |
|                                               | Mendel Schul                                                                                | Fritzenwiese 38 ·                | | | Hier wohnte Mendel Schul Jg. 1888 tot 31.3.1942 in Buchenwald | |
|                                               | Berta Schul                                                                                 | Fritzenwiese 38 ·                | Hier wohnte Berta Schul geb. Felder Jg. 1900 deportiert 1941 Riga tot in Stutthof                                                                         | | | |
|                                               | Hulda Süsskind                                                                              | Fritzenwiese 42 ·                | | | Hier wohnte Hulda Süsskind geb. Graupe Jg. 1871 deportiert 1942 Theresienstadt tot 5.2.1943                                                                                   | |
|                                               | Else Dessau                                                                                 | Fritzenwiese 48                  | | | Hier wohnte Else Dessau geb. Wolff Jg. 1898 deportiert 1941 ermordet in Riga                                                                                                  | |
|                                               | Jenny Schlüsselburg                                                                         | Großer Plan 2–3                  | | | Hier wohnte Jenny Schlüsselburg geb. Neiovetz Jg. 1881 deportiert 1943 Auschwitz ermordet 12.9.1943                                                                           | |
| Robert Meyer                                  | Hier wohnte Robert Meyer Jg. 1874 deportiert 1943 Auschwitz ermordet 31.8.1943              | Großer Plan 2–3                  | | | | |
|                                               | Otto Elsner                                                                                 | Hattendorffstraße 22             | | | Hier wohnte Otto Elsner Jg. 1888 im Widerstand / KPD verhaftet 1933 1934 Zuchthaus Celle 1936 Esterwegen Sachsenhausen entlassen 1938                                         | |
|                                               | Wilhelm Benecke                                                                             | Hattendorffstraße 121            | | | Hier wohnte Wilhelm Benecke Jg 1884 eingewiesen 1936 Pflegeanstalt Lüneburg 'verlegt' 21.5.1941 Hadamar ermordet 21.5.1941 'Aktion T4'                                        | |
|                                               | Julius Wexseler                                                                             | Hehlentorstraße 14 ·             | | | Hier wohnte Julius Wexseler Jg. 1871 deportiert 1944 KZ Sachsenhausen für tot erklärt                                                                                         | |
|                                               | Anna Wexseler                                                                               | Hehlentorstraße 14 ·             | Hier wohnte Anna Wexseler geb. Meinecke Jg. 1882 deportiert 1944 KZ Ravensbrück ermordet 6.2.1945                                                         | | | |
|                                               | Alexander Wexseler                                                                          | Hehlentorstraße 14 ·             | Hier wohnte Alexander Wexseler Jg. 1906 deportiert 1938 KZ Buchenwald ermordet März 1942 Salaspils                                                        | | | |
|                                               | Paula Wexseler                                                                              | Hehlentorstraße 14 ·             | 26. Feb. 2024 | Paula Wexseler geb. Schweps Jg. 1918 deportiert 1941 Ghetto Riga KZ Stutthof befreut                                  | | |
|                                               | Rudolf Karmeinsky                                                                           | Hehlentorstraße 14 ·             | 26. Feb. 2024 | Rudolf Karmeinsky Jg. 1905 seit 1942 versteckt in Königsberg erschossen von Gestapo                                   | | |
|                                               | Christel Karmeinsky                                                                         | Hehlentorstraße 14 ·             | 26. Feb. 2024 | Christel Karmeinsky Jg. 1908 seit 1942 versteckt in Königsberg überlebt                                               | | |
|                                               | Rosa Karmeinsky                                                                             | Hehlentorstraße 14 ·             | 26. Feb. 2024 | Rosa Karmeinsky geb. Wexseler Jg. 1909 seit 1942 versteckt in Königsberg überlebt                                     | | |
|                                               | Bertha Rheinhold                                                                            | Im Kreise 9 ·                    | | | Hier wohnte Bertha Rheinhold geb. Levy Jg. 1865 deportiert 1942 Theresienstadt tot 18.10.1942                                                                                 | Bei der zweiten Verlegung wurden die Stolpersteine für Fritz und Heinz Rheinhold links neben dem von Bertha Rheinhold verlegt, nach Bauarbeiten liegen sie jetzt in der Reihenfolge Heinz, Bertha, Fritz. |
|                                               | Fritz Rheinhold                                                                             | Im Kreise 9 ·                    | | Hier wohnte Fritz Rheinhold Jg. 1888 deportiert tot in Auschwitz                                                      | | Bei der zweiten Verlegung wurden die Stolpersteine für Fritz und Heinz Rheinhold links neben dem von Bertha Rheinhold verlegt, nach Bauarbeiten liegen sie jetzt in der Reihenfolge Heinz, Bertha, Fritz. |
|                                               | Heinz Rheinhold                                                                             | Im Kreise 9 ·                    | Hier wohnte Heinz Rheinhold Jg. 1894 deportiert Richtung Osten ???                                                                                        | | | Bei der zweiten Verlegung wurden die Stolpersteine für Fritz und Heinz Rheinhold links neben dem von Bertha Rheinhold verlegt, nach Bauarbeiten liegen sie jetzt in der Reihenfolge Heinz, Bertha, Fritz. |
|                                               | Isaak Feingersch                                                                            | Im Kreise 23 ·                   | 16. Apr. 2004 | | Hier wohnte Isaak Feingersch Jg. 1885 deportiert 1941 Riga 1944 Stutthof verschollen                                                                                          | |
|                                               | Rebecca Feingersch                                                                          | Im Kreise 23 ·                   | 16. Apr. 2004 | Hier wohnte Rebecca Feingersch geb. Aswolinskaja Jg. 1887 deportiert 1941 tot in Riga                                 | | |
|                                               | Marie Klijnkrämer                                                                           | Im Kreise 23 ·                   | 16. Apr. 2004 | Hier wohnte Marie Klijnkrämer geb. Feingersch Jg. 1911 Flucht nach Holland deportiert 1944 tot 28.2.1945 in Auschwitz | | |
|                                               | Fanny Prager                                                                                | Im Kreise 23 ·                   | 16. Apr. 2004 | Hier wohnte Fanny Prager geb. Feingersch Jg. 1918 Flucht 1939 Holland deportiert 1944 tot in Auschwitz                | | |
|                                               | Rosa Feingersch                                                                             | Im Kreise 23 ·                   | 16. Apr. 2004 | Hier wohnte Rosa Feingersch Jg. 1920 Flucht 1939 Holland deportiert 1942 tot in Auschwitz                             | | |
|                                               | Hermann Feingersch                                                                          | Im Kreise 23 ·                   | 16. Apr. 2004 | Hier wohnte Hermann Feingersch Jg. 1927 deportiert 1941 tot 1943 in Riga                                              | | |
|                                               | David Feingersch                                                                            | Im Kreise 23 ·                   | 26. Feb. 2024 | David Feingersch Jg. 1914 gedemütigt/entrechtet Flucht 1936 Palästina                                                 | | |
|                                               | Moses Feingersch                                                                            | Im Kreise 23 ·                   | 26. Feb. 2024 | Hier wohnte Moses Feingersch Jg. 1916 gedemütigt/entrechtet Flucht 1937 Palästina                                     | | |
|                                               | Rafael Feingersch                                                                           | Im Kreise 23 ·                   | 26. Feb. 2024 | Rafael Feingersch Jg. 1917 gedemütigt/entrechtet Flucht 1936 Palästina                                                | | |
|                                               | Sally Feingersch                                                                            | Im Kreise 23 ·                   | 26. Feb. 2024 | Hier wohnte Sally Feingersch Jg. 1922 gedemütigt/entrechtet Flucht 1938 Palästina                                     | | |
|                                               | Elias Feingersch                                                                            | Im Kreise 23 ·                   | 26. Feb. 2024 | Hier wohnte Elias Feingersch Jg. 1923 gedemütigt/entrechtet Flucht 1939 Palästina                                     | | |
|                                               | Benjamin Feingersch                                                                         | Im Kreise 23 ·                   | 26. Feb. 2024 | Hier wohnte Benjamin Feingersch Jg. 1925 deportiert 1943 Auschwitz befreit                                            | | |
|                                               | Adolf Schickler                                                                             | Im Kreise 24 ·                   | | | Hier wohnte Adolf Schickler Jg. 1867 deportiert 1943 Theresienstadt tot 12.5.1943                                                                                             | |
|                                               | Hulda Schickler                                                                             | Im Kreise 24 ·                   | Hier wohnte Hulda Schickler geb. Levy Jg. 1869 deportiert 1943 Theresienstadt tot 8.1.1945                                                                | | | |
|                                               | David Klatschko                                                                             | Im Kreise 24 ·                   | Hier wohnte David Klatschko Jg. 1889 verhaftet 29.3.1939 Dachau Buchenwald deportiert 30.5.1941 Gefängnis Suwalki ???                                     | | | |
|                                               | Jacob Gerschez                                                                              | Im Kreise 24 ·                   | Hier wohnte Jacob Gerschez Jg. 1890 verhaftet 29.3.1939 Dachau Buchenwald tot 3.8.1940                                                                    | | | |
|                                               | Adolf Isaak Joseph                                                                          | Im Kreise 24 ·                   | Hier wohnte Adolf Isaak Joseph Jg. 1874 gedemütigt/entrechtet Zwangsumzug 'Judenhaus' tot 29.1.1942                                                       | | | |
|                                               | Hannelore Reinach                                                                           | Lüneburger Straße 18             | | | Hier wohnte Hannelore Reinach Jg. 1925 ausgegrenzt/drangsaliert überlebt | Die Steine sind verlegt vor Haus-Nr. 20 in unmittelbarer Nähe zur Bushaltestelle. |
|                                               | Irmgard Reinach                                                                             | Lüneburger Straße 18             | | | Hier wohnte Irmgard Reinach geb. Cronberger Jg. 1903 ausgegrenzt/drangsaliert überlebt                                                                                        | |
|                                               | Ludwig Reinach                                                                              | Lüneburger Straße 18             | | | Hier wohnte Ludwig Reinach Jg. 1987 gedemütigt/entrechtet verhaftet 1944 Zwangsarbeiterlager Bedburg Organisation Todt                                                        | |
|                                               | Wolfgang Reinach                                                                            | Lüneburger Straße 18             | | | Hier wohnte Wolfgang Reinach Jg. 1927 ausgegrenzt/drangsaliert überlebt | |
|                                               | Paula Ems                                                                                   | Markt 2                          | | | Hier wohnte Paula Ems Jg. 1867 deportiert 1942 Theresienstadt tot 12.3.1944                                                                                                   | |
|                                               | Leonie Hirschfeld                                                                           | Markt 2                          | | Hier wohnte Leonie Hirschfeld geb. Ems Jg. 1896 deportiert Auschwitz ???                                              | | |
|                                               | Paul Gutkind                                                                                | Markt 3                          | | | Hier wohnte Paul Gutkind Jg. 1886 Umzug Hannover deportiert 1941 Riga ermordet                                                                                                | |
|                                               | Frieda Gimpel                                                                               | Markt 5                          | | | Hier wohnte Frieda Gimpel geb. Heumann Jg. 1894 deportiert 1943 Auschwitz ?                                                                                                   | |
|                                               | Alfred Cussel                                                                               | Markt 6 ·                        | | | Hier wohnte Alfred Cussel Jg. 1881 gedemütigt / entrechtet tot 14.4.1941 | |
|                                               | Emilie Erbse                                                                                | Markt 6 ·                        | Hier wohnte Emilie Erbse geb. Cussel Jg. 1877 deportiert 1941 ermordet in Riga                                                                            | | | |
|                                               | Gretchen Zerkowski                                                                          | Markt 6 ·                        | Hier wohnte Gretchen Zerkowski geb. Cussel Jg. 1887 deportiert 1942 Piaski ???                                                                            | | | |
|                                               | Henry Salomon                                                                               | Maschplatz 3                     | | | Hier wohnte Henry Salomon Jg. 1886 deportiert 1943 Theresienstadt tot 30.7.1944                                                                                               | |
|                                               | Emma Kollmann                                                                               | Mauernstraße 35                  | | | Hier wohnte Emma Kollmann geb. Popper Jg. 1883 ausgewiesen Richtung Osten ermordet                                                                                            | |
| Stolperstein Celle Mauernstraße 43 Louis Behr | Louis Behr                                                                                  | Mauernstraße 43                  | | Stolpersteinlage Celle Mauernstraße 43                                                                                | Hier wohnte Louis Behr Jg. 1881 deportiert 1941 Minsk ermordet | |
|                                               | Erna Pohl                                                                                   | Mauernstraße 43                  | | Stolpersteinlage Celle Mauernstraße 43                                                                                | Hier wohnte Erna Pohl geb. Behr deportiert 1942 Sobibor ermordet | |
|                                               | Julius von der Wall                                                                         | Mühlenstraße 25 ·                | | | Hier wohnte Dr. Julius von der Wall Jg. 1872 Flucht 1939 Holland deportiert ermordet in Auschwitz                                                                             | |
|                                               | Else von der Wall                                                                           | Mühlenstraße 25 ·                | Hier wohnte Else von der Wall geb. Lang Jg. 1884 Flucht 1939 Holland deportiert ermordet in Auschwitz                                                     | | | |
|                                               | Paula Lang                                                                                  | Mühlenstraße 25 ·                | Hier wohnte Paula Lang geb. Strupp Jg. 1862 deportiert 1942 Theresienstadt tot 16.12.1942                                                                 | | | |
|                                               | Hanna Katzenstein                                                                           | Richard-Katzenstein-Straße (OLG) | 21. Feb. 2022 | | Hanna Katzenstein Jg. 1913 Flucht 1933 Schweiz | |
|                                               | Hans Katzenstein                                                                            | Richard-Katzenstein-Straße (OLG) | 21. Feb. 2022 | Hans Katzenstein Jg. 1917 Flucht 1934 Palästina                                                                       | | |
|                                               | Ilse Katzenstein                                                                            | Richard-Katzenstein-Straße (OLG) | 21. Feb. 2022 | Ilse Katzenstein Jg. 1914 verhaftet 1933 von Gestapo Flucht Frankreich Palästina                                      | | |
|                                               | Lili Katzenstein                                                                            | Richard-Katzenstein-Straße (OLG) | 21. Feb. 2022 | Lili Katzenstein geb. Dux Jg. 1887 gedemütigt/entrechtet Flucht 1934 Palästina                                        | | |
|                                               | Dr. Richard Katzenstein                                                                     | Richard-Katzenstein-Straße (OLG) | 21. Feb. 2022 | Hier arbeitete Dr. Richard Katzenstein Jg. 1878 zwangsversetzt 1933 gedemütigt/entrechtet Flucht 1934 Palästina       | | |
|                                               | Viktor Katzenstein                                                                          | Richard-Katzenstein-Straße (OLG) | 21. Feb. 2022 | Viktor Katzenstein Jg. 1917 Flucht 1934 Palästina                                                                     | | |
|                                               | Hans Salomon                                                                                | Robert-Meyer-Platz 3 ·           | 12. Aug. 2024 | | Hier arbeitete Hans Salomon Jg. 1909 'Schutzhaft' 1938 KZ Sachsenhausen Flucht 1939 Shanghai USA                                                                              | |
|                                               | Berta Lea Salomon                                                                           | Robert-Meyer-Platz 3 ·           | 12. Aug. 2024 | Berta Lea Salomon geb. Lump Jg. 1910 Flucht 1939 Shanghai USA                                                         | | |
|                                               | Ingeborg Salomon                                                                            | Robert-Meyer-Platz 3 ·           | 12. Aug. 2024 | Ingeborg Salomon Jg. 1934 Flucht 1939 Shanghai USA                                                                    | | |
|                                               | Arthur Wese                                                                                 | Sankt-Annen-Straße 8 ·           | | | Hier wohnte Arthur Wese Jg. 1903 verhaftet 2.9.1939 Zuchthaus Celle tot an Haftfolgen 19.5.1942                                                                               | |
|                                               | Heinrich Schang                                                                             | Sankt-Georg-Straße 16 ·          | 21. Feb. 2022 | | Hier wohnte Heinrich Schang Jg. 1903 im Widerstand/KPD verhaftet 1933 Vorbereitung Hochverrat Zuchthaus Celle 1938 Sachsenhausen 1944 „SS Sondereinheit Dirlewanger“ geflohen | Der Stein ist verlegt an der Ecke vor der Straße „An der Maschkaserne“, außerdem ist er nach links gedreht |
|                                               | Eva Kauffmann                                                                               | Schackstraße 3 ·                 | | | Hier wohnte Dr. Eva Kauffmann geb. von der Wall Jg. 1908 deportiert aus Amsterdam tot in Auschwitz                                                                            | |
|                                               | Walter Kauffmann                                                                            | Schackstraße 3 ·                 | Hier wohnte Dr. Walter Kauffmann Jg. 1909 deportiert aus Amsterdam tot in Bergen-Belsen                                                                   | | | |
|                                               | Heinz Taxweiler                                                                             | Schäferweg 94                    | | | Hier wohnte Heinz Taxweiler Jg. 1920 desertiert 1941 verhaftet 9.3.1942 Bewährungstruppe 500 geflohen Sowjetunion Rote Armee tot 13.05.1944 Permisküla/Narwa                  | |
|                                               | Käte Saenger                                                                                | Schwicheldtstraße 19A ·          | April 2021 | | Hier wohnte Käte Saenger Jg. 1913 unfreiwillig verzogen 1939 Stettin deportiert 1940 Ghetto Piaski Schicksal unbekannt                                                        | |
|                                               | Eva Herzfeld                                                                                | Schwicheldtstraße 19A ·          | | Hier wohnte Eva Herzfeld Jg. 1919 Flucht 1934 Palästina                                                               | | |
|                                               | Hedwig Herzfeld                                                                             | Schwicheldtstraße 19A ·          | Hier wohnte Hedwig Herzfeld Jg. 1891 Flucht 1933 Palästina                                                                                                | | | |
|                                               | Dr. Manfred Herzfeld                                                                        | Schwicheldtstraße 19A ·          | Hier wohnte Manfred Herzfeld Jg. 1887 Flucht 1935 Palästina                                                                                               | | | |
|                                               | Nanny Salomon                                                                               | Westcellertorstraße 1 ·          | | | Hier wohnte Nanny Salomon geb. Schloss Jg. 1880 deportiert 1942 ermordet 1945 in Auschwitz                                                                                    | |
|                                               | Oskar Salomon                                                                               | Westcellertorstraße 1 ·          | Hier wohnte Oskar Salomon Jg. 1878 deportiert 1942 ermordet in Auschwitz                                                                                  | | | |
|                                               | Grete Salomon                                                                               | Westcellertorstraße 1 ·          | 12. Aug. 2024 | Hier wohnte Grete Salomon Jg. 1909 Berufsverbot 1934 Flucht 1936 Südafrika                                            | | |
|                                               | Gerhard Salomon                                                                             | Westcellertorstraße 1 ·          | 12. Aug. 2024 | Hier wohnte Gerhard Salomon Jg. 1907 Flucht 1937 Südafrika                                                            | | |
|                                               | Jacob Löwenstein                                                                            | Zöllnerstraße 5                  | | | Hier wohnte Jacob Löwenstein Jg. 1873 tot 1940 Arbeitslager Liebenau | |
|                                               | Lilli Löwenstein                                                                            | Zöllnerstraße 5                  | 26. Feb. 2024 | Hier wohnte Lilli Löwenstein geb. Behr Jg. 1880 gedemütigt/entrechtet Flucht Argentinien                              | | |
|                                               | Erich Löwenstein                                                                            | Zöllnerstraße 5                  | 26. Feb. 2024 | Hier wohnte Erich Löwenstein Jg. 1909 gedemütigt/entrechtet Flucht 1938 Argentinien                                   | | |
|                                               | Hans-Werner Löwenstein                                                                      | Zöllnerstraße 5                  | 26. Feb. 2024 | Hier wohnte Hans-Werner Löwenstein Jg. 1935 gedemütigt/entrechtet Flucht 1938 Argentinien                             | | |
|                                               | Lieselotte Löwenstein                                                                       | Zöllnerstraße 5                  | 26. Feb. 2024 | Hier wohnte Lieselotte Löwenstein geb. Löwenthal Jg. 1911 gedemütigt/entrechtet Flucht 1938 Argentinien               | | |
|                                               | Victor Roberg                                                                               | Zöllnerstraße 35 ·               | 12. Aug. 2024 | | Hier arbeitete Victor Roberg Jg. 1884 'Schutzhaft' 1938 KZ Sachsenhausen Flucht 1939 Holland USA                                                                              | |
|                                               | Frieda Roberg                                                                               | Zöllnerstraße 35 ·               | 12. Aug. 2024 | Frieda Roberg geb. Marx Jg. 1894 Flucht 1939 Holland USA                                                              | | |
|                                               | Hans-Werner Roberg                                                                          | Zöllnerstraße 35 ·               | 12. Aug. 2024 | Hans-Werner Roberg Jg. 1921 Flucht 1936 mit Hilfe Holland USA                                                         | | |
|                                               | Kurt-Walter Roberg                                                                          | Zöllnerstraße 35 ·               | 12. Aug. 2024 | Kurt-Walter Roberg Jg. 1924 Flucht 1936 mit Hilfe Holland USA                                                         | | |